# Innamorati pazzi (programma televisivo)
Innamorati pazzi è stato un programma televisivo condotto da Loretta Goggi andato in onda su Canale 5 il giorno di san Valentino del 1999 in prima serata.

## Il programma
Per il suo ritorno in TV la Goggi ha scelto la serata di san Valentino con un programma dedicato all'amore: tre coppie, racconteranno le loro rispettive storie a un pubblico composto di coppie famose e non. Nella conferenza stampa la show girl dichiara: "Non dobbiamo risolvere nessun caso di lite, per fortuna. Le nostre sono tutte coppie felici, stabili, che non hanno niente da rimproverarsi davanti a tutti, (il riferimento è alla TV della rissa, quella che da anni preferisce evitare), proprio il fatto che si parlasse di amore mi ha fatto accettare questa proposta. Il mio allontanamento dalla TV è avvenuto proprio a causa di certe proposte che ho ricevuto. In realtà, non so neanche io bene cosa mi piacerebbe fare nella TV di oggi: e, di conseguenza, mi comporto da "vigliacchetta", raramente vado ospite e solo quando posso cantare, imitare o recitare. La televisione cammina con noi: se un programma, pur di basso livello, fa 8 milioni di spettatori, non si discute. Bisogna però capire cosa vuole il resto del pubblico. L'unica consolazione è che mentre i programmi degli anni settanta ancora oggi li guardi con piacere, molti di quelli che fanno adesso non potranno mai essere ritrasmessi tra qualche anno perché non avranno più senso". Nel programma la Goggi si è esibita assieme a sua sorella Daniela, eclissatasi dal mondo dello spettacolo per amore della famiglia, in un medley di canzoni romantiche e si produce nelle sue celebri imitazioni e interpretazioni musicali.

## Cast tecnico
- Regia: Gianni Brezza